# Suuri Siikajärvi och Pieni Siikajärvi
Suuri Siikajärvi och Pieni Siikajärvi är en sjö i kommunerna Nyslott och Sulkava i landskapet Södra Savolax i Finland. Sjön ligger 83,4 meter över havet. Arean är 1,59 kvadratkilometer och strandlinjen är 13,33 kilometer lång.  Den  ingår i Vuoksens huvudavrinningsområde.  Sjön ligger omkring 76 kilometer öster om S:t Michel och omkring 260 kilometer nordöst om Helsingfors. 
I sjön finns öarna Mustasaari och Siikasaari. Den senare skiljer de båda sjödelarna åt.